# Schijen (Glaris, Schwytz, Uri)
Pour les articles homonymes, voir Schijen.
Le Schijen est un sommet des Alpes glaronaises en Suisse. Situé sur le Jegerstöck, il culmine à 2 608 mètres d'altitude. Il s'agit du tripoint entre les cantons de Glaris, de Schwytz et d'Uri.